# 吳維藩
吳維藩，安徽省寧國府涇縣人，清朝政治人物、進士出身。
光緒六年（1880年），参加庚辰科殿試，登進士二甲第9名。同年五月，改翰林院庶吉士。